# جيم كوركوران
جيم كوركوران (بالإنجليزية: James Corcoran)‏ هو سياسي بريطاني وأسترالي (وحمل سابقاً جنسية المملكة المتحدة لبريطانيا العظمى وأيرلندا)، ولد في 1 أكتوبر 1885، وتوفي في 7 مايو 1965. حزبياً، نشط في حزب العمال الأسترالي (فرع جنوب أستراليا) ‏. وقد انتخب عضو مجلس النواب جنوب أستراليا من الجمعية عن دائرة Electoral district of Millicent ‏ وقد انضم خلال فترته النيابية (3 مارس 1956 – 2 مارس 1962) للكتلة البرلمانية حزب العمال الأسترالي (فرع جنوب أستراليا) ‏ وانتخب عضو مجلس النواب جنوب أستراليا من الجمعية عن دائرة Electoral district of Victoria ‏ وقد انضم خلال فترته النيابية (7 مارس 1953 – 2 مارس 1956) للكتلة البرلمانية حزب العمال الأسترالي (فرع جنوب أستراليا) ‏ وانتخب عضو مجلس النواب جنوب أستراليا من الجمعية عن دائرة Electoral district of Victoria ‏ وقد انضم خلال فترته النيابية (29 سبتمبر 1945 – 7 مارس 1947) للكتلة البرلمانية حزب العمال الأسترالي (فرع جنوب أستراليا) ‏.